# Cúp Liên đoàn các châu lục 2001
Cúp Liên đoàn các châu lục 2001 là cúp Liên đoàn các châu lục lần thứ năm, được đồng diễn ra ở Hàn Quốc và Nhật Bản từ 30 tháng 5 đến 10 tháng 6 năm 2001. Pháp là đội vô địch sau khi vượt qua đồng chủ nhà Nhật Bản 1–0 ở trận chung kết bằng bàn thắng duy nhất của Patrick Vieira. Mexico là đương kim vô địch nhưng bị loại ngay từ vòng bảng khi thua cả ba trận trước Pháp, Úc và Hàn Quốc.

## Các đội giành quyền tham dự

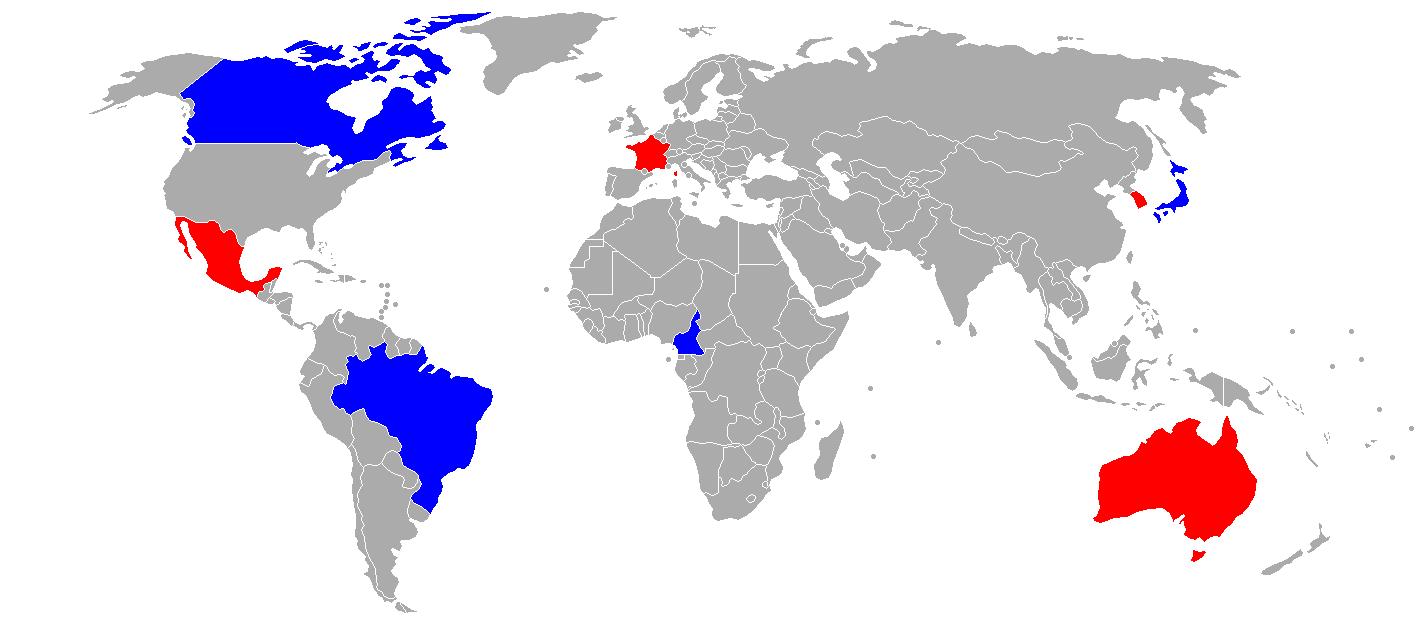
Các đội giành quyền tham dự Cúp Liên đoàn các châu lục 2001

| Đội      | Liên đoàn | Tư cách                                                     | Ngày vượt qua                            | Lần tham dự |
| -------- | --------- | ----------------------------------------------------------- | ---------------------------------------- | ----------- |
| Hàn Quốc | AFC       | Đồng chủ nhà World Cup 2002                                 | 31 tháng 5 năm 1996                      | Thứ 1       |
| Nhật Bản | AFC       | Đồng chủ nhà World Cup 2002 Vô địch Cúp bóng đá châu Á 2000 | 31 tháng 5 năm 1996 29 tháng 10 năm 2000 | Thứ 2       |
| Pháp     | UEFA      | Vô địch World Cup 1998 và Euro 2000                         | 12 tháng 7 năm 1998 2 tháng 7 năm 2000   | Thứ 1       |
| Brasil   | CONMEBOL  | Vô địch bóng đá Cúp bóng đá Nam Mỹ 1999                     | 18 tháng 7 năm 1999                      | 3rd         |
| México   | CONCACAF  | Vô địch Cúp Vàng CONCACAF 1998                              | 4 tháng 8 năm 1999                       | Thứ 4       |
| Cameroon | CAF       | Vô địch Cúp bóng đá châu Phi 2000                           | 13 tháng 2 năm 2000                      | Thứ 1       |
| Canada   | CONCACAF  | Vô địch Cúp Vàng CONCACAF 2000                              | 27 tháng 2 năm 2000                      | Thứ 1       |
| Úc       | OFC       | Vô địch Cúp bóng đá châu Đại Dương 2000                     | 28 tháng 6 năm 2000                      | Thứ 2       |

## Địa điểm
| Hàn Quốc                      | Hàn Quốc                         | Hàn Quốc                     | Hàn Quốc                       |
| Daegu                         | Ulsan                            | Suwon                        | DaeguSuwonUlsanNhật Bản        |
| ----------------------------- | -------------------------------- | ---------------------------- | ------------------------------ |
| Sân vận động World Cup Daegu  | Sân vận động bóng đá Ulsan Munsu | Sân vận động World Cup Suwon | DaeguSuwonUlsanNhật Bản        |
| Sức chứa: 68.014              | Sức chứa: 43.550                 | Sức chứa: 43.188             | DaeguSuwonUlsanNhật Bản        |
|                               |                                  |                              | DaeguSuwonUlsanNhật Bản        |
| Nhật Bản                      |                                  |                              |                                |
| Yokohama                      | Ibaraki                          | Niigata                      | IbarakiNiigataYokohamaHàn Quốc |
| Sân vận động Quốc tế Yokohama | Sân vận động bóng đá Kashima     | Sân vận động Niigata         | IbarakiNiigataYokohamaHàn Quốc |
| Sức chứa: 72.327              | Sức chứa: 40.728                 | Sức chứa: 42.300             | IbarakiNiigataYokohamaHàn Quốc |
|                               |                                  |                              | IbarakiNiigataYokohamaHàn Quốc |

## Danh sách trọng tài
| CAF - Gamal Al-Ghandour (Ai Cập) - Felix Tangawarima (Zimbabwe) AFC - Ali Bujsaim (UAE) - Lư Quân (Trung Quốc) UEFA - Hugh Dallas (Scotland) - Hellmut Krug (Đức) - Kim Milton Nielsen (Đan Mạch) | CONCACAF - Benito Archundia (México) - Carlos Batres (Guatemala) OFC - Simon Micallef (Úc) CONMEBOL - Byron Moreno (Ecuador) - Óscar Ruiz (Colombia) |

## Vòng bảng

### Bảng A
| Đội      | Tr | T | H | B | BT | BB | HS | Đ |
| -------- | -- | - | - | - | -- | -- | -- | - |
| Pháp     | 3  | 2 | 0 | 1 | 9  | 1  | +8 | 6 |
| Úc       | 3  | 2 | 0 | 1 | 3  | 1  | +2 | 6 |
| Hàn Quốc | 3  | 2 | 0 | 1 | 3  | 6  | −3 | 6 |
| México   | 3  | 0 | 0 | 3 | 1  | 8  | −7 | 0 |

| Pháp                                                              | 5–0                                                            | Hàn Quốc |
| ----------------------------------------------------------------- | -------------------------------------------------------------- | -------- |
| Marlet 9' · Vieira 19' · Anelka 34' · Djorkaeff 80' · Wiltord 90' | Chi tiết tại Wayback Machine (lưu trữ ngày 1 tháng 1 năm 2002) |          |

| México | 0–2                                                            | Úc                     |
| ------ | -------------------------------------------------------------- | ---------------------- |
|        | Chi tiết tại Wayback Machine (lưu trữ ngày 1 tháng 1 năm 2002) | Murphy 20' · Skoko 54' |

| Úc       | 1–0                                                            | Pháp |
| -------- | -------------------------------------------------------------- | ---- |
| Zane 60' | Chi tiết tại Wayback Machine (lưu trữ ngày 1 tháng 1 năm 2002) |      |

| Hàn Quốc                               | 2–1                                                            | México          |
| -------------------------------------- | -------------------------------------------------------------- | --------------- |
| Hwang Sun-Hong 56' · Yoo Sang-Chul 90' | Chi tiết tại Wayback Machine (lưu trữ ngày 1 tháng 1 năm 2002) | Víctor Ruiz 81' |

| Pháp                                       | 4–0                                                            | México |
| ------------------------------------------ | -------------------------------------------------------------- | ------ |
| Wiltord 9' · Carrière 63', 84' · Pirès 71' | Chi tiết tại Wayback Machine (lưu trữ ngày 1 tháng 1 năm 2002) |        |

| Hàn Quốc           | 1–0                                                            | Úc |
| ------------------ | -------------------------------------------------------------- | -- |
| Hwang Sun-Hong 24' | Chi tiết tại Wayback Machine (lưu trữ ngày 1 tháng 1 năm 2002) |    |

### Bảng B
| Đội      | Tr | T | H | B | BT | BB | HS | Đ |
| -------- | -- | - | - | - | -- | -- | -- | - |
| Nhật Bản | 3  | 2 | 1 | 0 | 5  | 0  | +5 | 7 |
| Brasil   | 3  | 1 | 2 | 0 | 2  | 0  | +2 | 5 |
| Cameroon | 3  | 1 | 0 | 2 | 2  | 4  | −2 | 3 |
| Canada   | 3  | 0 | 1 | 2 | 0  | 5  | −5 | 1 |

| Brasil                             | 2–0                                                            | Cameroon |
| ---------------------------------- | -------------------------------------------------------------- | -------- |
| Washington 53' · Carlos Miguel 57' | Chi tiết tại Wayback Machine (lưu trữ ngày 1 tháng 1 năm 2002) |          |

| Nhật Bản                                | 3–0                                                            | Canada |
| --------------------------------------- | -------------------------------------------------------------- | ------ |
| Ono 57' · Nishizawa 60' · Morishima 88' | Chi tiết tại Wayback Machine (lưu trữ ngày 1 tháng 1 năm 2002) |        |

| Canada | 0–0                                                            | Brasil |
| ------ | -------------------------------------------------------------- | ------ |
|        | Chi tiết tại Wayback Machine (lưu trữ ngày 1 tháng 1 năm 2002) |        |

| Cameroon | 0–2                                                            | Nhật Bản       |
| -------- | -------------------------------------------------------------- | -------------- |
|          | Chi tiết tại Wayback Machine (lưu trữ ngày 1 tháng 1 năm 2002) | Suzuki 8', 65' |

| Brasil | 0–0                                                            | Nhật Bản |
| ------ | -------------------------------------------------------------- | -------- |
|        | Chi tiết tại Wayback Machine (lưu trữ ngày 1 tháng 1 năm 2002) |          |

| Cameroon                  | 2–0                                                            | Canada |
| ------------------------- | -------------------------------------------------------------- | ------ |
| Tchoutang 48' · Mboma 83' | Chi tiết tại Wayback Machine (lưu trữ ngày 1 tháng 1 năm 2002) |        |

## Vòng đấu loại trực tiếp
|  | Bán kết              | Bán kết |                       |   | Chung kết | Chung kết |
|  |                      |         |                       |   |           |           |
|  | 7 tháng 6 – Yokohama |         |                       |   |           |           |
|  |                      |         |                       |   |           |           |
|  | Nhật Bản             | 1       |                       |   |           |           |
|  | Nhật Bản             | 1       | 10 tháng 6 – Yokohama |   |           |           |
|  | Úc                   | 0       |                       |   |           |           |
|  | Úc                   | 0       | Nhật Bản              | 0 |           |           |
|  | 7 tháng 6 – Suwon    |         | Nhật Bản              | 0 |           |           |
|  |                      | Pháp    | 1                     |   |           |           |
|  | Pháp                 | Pháp    | 1                     | 2 |           |           |
|  | Pháp                 |         |                       | 2 |           |           |
|  | Brasil               | 1       |                       |   |           |           |
|  | Brasil               | 1       | Tranh hạng ba         |   |           |           |
|  |                      |         |                       |   |           |           |
|  | 9 tháng 6 – Ulsan    |         |                       |   |           |           |
|  |                      |         |                       |   |           |           |
|  | Úc                   | 1       |                       |   |           |           |
|  | Úc                   | 1       |                       |   |           |           |
|  | Brasil               | 0       |                       |   |           |           |

### Bán kết
| Nhật Bản   | 1–0                                                            | Úc |
| ---------- | -------------------------------------------------------------- | -- |
| Nakata 43' | Chi tiết tại Wayback Machine (lưu trữ ngày 1 tháng 1 năm 2002) |    |

| Pháp                    | 2–1                                                            | Brasil    |
| ----------------------- | -------------------------------------------------------------- | --------- |
| Pirès 7' · Desailly 54' | Chi tiết tại Wayback Machine (lưu trữ ngày 1 tháng 1 năm 2002) | Ramon 30' |

### Tranh hạng ba
| Úc         | 1–0                                                            | Brasil |
| ---------- | -------------------------------------------------------------- | ------ |
| Murphy 84' | Chi tiết tại Wayback Machine (lưu trữ ngày 1 tháng 1 năm 2002) |        |

### Chung kết
| Nhật Bản | 0–1                                                           | Pháp       |
| -------- | ------------------------------------------------------------- | ---------- |
|          | Ch tiết tại Wayback Machine (lưu trữ ngày 1 tháng 1 năm 2002) | Vieira 30' |

## Giải thưởng
| Quả bóng vàng    | Chiếc giày vàng | Đội đoạt giải phong cách |
| ---------------- | --------------- | ------------------------ |
| Robert Pirès     | Robert Pirès    | Nhật Bản                 |
| Quả bóng bạc     | Chiếc giày bạc  |                          |
| Patrick Vieira   | Éric Carrière   |                          |
| Quả bóng đồng    | Chiếc giày đồng |                          |
| Nakata Hidetoshi | Hwang Sun-Hong  |                          |

## Danh sách cầu thủ ghi bàn
2 bàn
- Shaun Murphy
- Éric Carrière
- Robert Pirès
- Patrick Vieira
- Sylvain Wiltord
- Suzuki Takayuki
- Hwang Sun-Hong

1 bàn
| - Josip Skoko - Clayton Zane - Washington - Carlos Miguel - Ramon - Bernard Tchoutang - Patrick M'Boma | - Steve Marlet - Nicolas Anelka - Youri Djorkaeff - Marcel Desailly - Ono Shinji | - Nishizawa Akinori - Morishima Hiroaki - Nakata Hidetoshi - Yoo Sang-chul - Víctor Ruiz |